# 슬레지해머

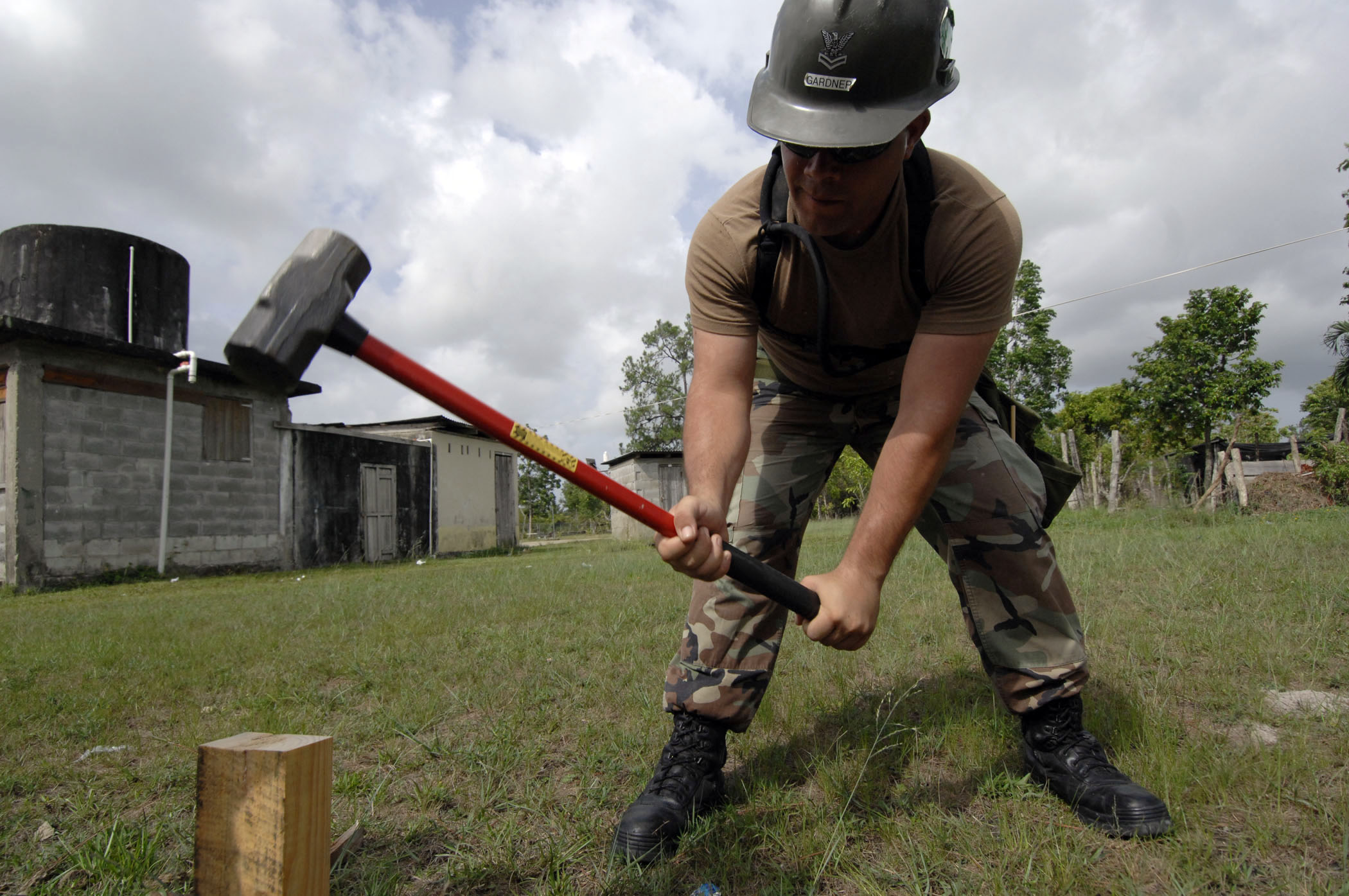

슬레지해머(sledgehammer), 소위 오함마(일본어: 大ハンマー)는 길다란 손잡이 끝에 금속 덩어리가 달린 도구다. 보통 망치보다 더 큰 힘을 가할 수 있으며, 그 면적 전체에 힘을 분산 전달한다. 한 점에 힘을 집중 전달하는 한손 망치와는 설계와 용도가 전혀 다르다.